# Basufan
Basufan (arab. باصوفان) – wieś w Syrii, w muhafazie muhafazie Aleppo. W 2004 roku liczyła 901 mieszkańców. W pobliżu są antyczne ruiny (tzw. martwe miasta).